# المجموعة الفردانية CF
المجموعة الفردانية CF، أو CF-P143، والمعرُوفة باسم السُّلالة CF، هي مجموعة فردانيَّة بشريَّة ذكوريَّة. تنحدر السُّلالات والفئات الفرعيَّة المنحدرة من هذه السُّلالة معظم سلالات الذكور البشرية في أوراسيا وأوقيانوسيا والأمريكتين.
CF هو سليل مباشر للسُّلالة CT، وهو شقيق السُّلالة DE. وهو السلف المباشر لكل من السُّلالة C والسُّلالة F.
لا توجد حتى الآن حالات مؤكدة لأفراد أحياء أو بقايا بشرية تنتمي إلى المجموعة الفردانية غير المتباعدة للسُّلالة CF. في عام 2017، تم الإبلاغ عن C-M217 (C2) وC-M130 بين الذكور الذين ينتمون إلى شعب شان، الذين يتركزون في وسط شرق بورما (وكذلك الأجزاء المجاورة من الصين ولاوس وتايلاند). ومع ذلك، فإن الباحثين المعنيين (وهو برونيلي وفريقه) لم يستبعدوا جميع الفئات الفرعية الأخرى من السُّلالة CF، مثل المجموعة الفردانية F، في هذه الحالات المحددة. (تم تحديد المجموعة الفردانية F2 مسبقًا في نفس المنطقة الجغرافية.)

## توزيع

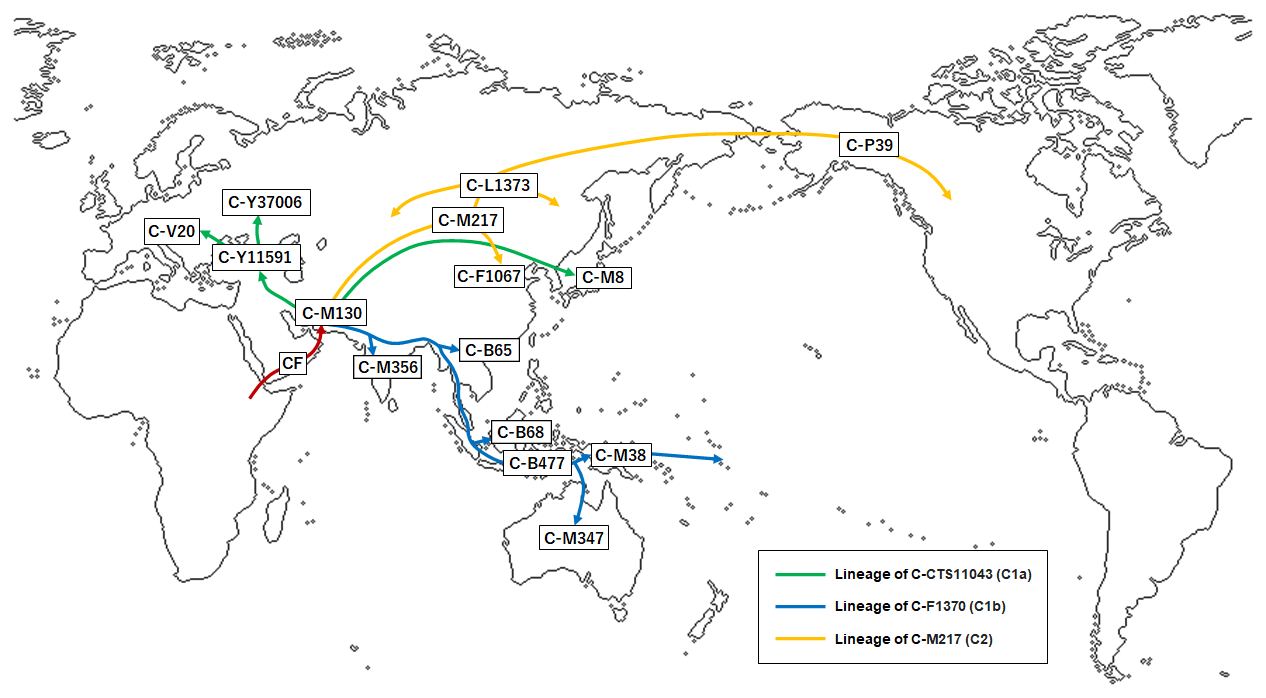
هجرة المجموعة الفردانية C.
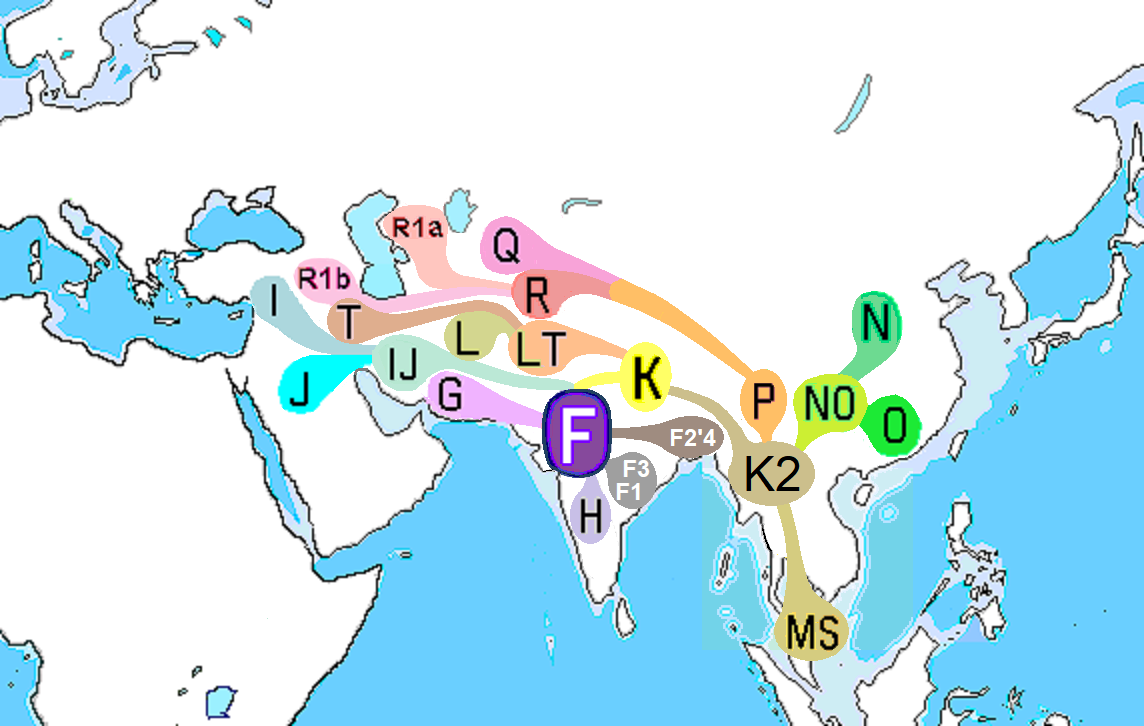
التطور الجغرافي والتوزيع لمجموعة هابلوغروب F.